# Амфіпорові
Амфіпорові (Amphiporidae) — родина стрічкових червів, що належать до класу гоплонемертеєвих.

## Роди
Родина містить наступні дійсні назви родів на додаток до численних синонімів:
- Aegialonemertes Gibson, 1990
- Alaonemertes Stiasny-Wijnhoff, 1942
- Amphiporus Ehrenberg, 1831
- Dananemertes Friedrich, 1957
- Duosnemertes Friedrich, 1955
- Furugelmina Chernyshev, 1998
- Nemertovema Chernyshev & Polyakova, 2018
- Parischyronemertes Gibson, 2002
- Proamphiporus Chernyshev & Polyakova, 2019
- Proneurotes Montgomery, 1897
- Psammamphiporus Gibson, 1989
- Thallassionemertes Gibson & Sundberg, 2001